# Morgan Reynolds
Pour les articles homonymes, voir Reynolds.
Morgan Reynolds est un économiste américain.
Il a publié en 1987 une étude pour le think tank libertarien Cato Institute intitulée Making America Poorer: The Cost of Labor Law (Rendre l'Amérique plus pauvre : le coût de la législation sociale). Il assure que les syndicats ouvriers ont un impact négatif sur l'économie et que les minima sociaux sont cause de chômage. Sur cette base, il a été nommé par le président George W. Bush comme directeur de la Direction économique du département du Travail (2001-2002).
Retiré du gouvernement, il est devenu professeur émérite à l'université A&M du Texas. En 2005, il a défrayé la chronique en affirmant que les attentats du 11 septembre 2001 étaient le fruit d'un complot au sein même de l'administration Bush. Selon lui, les avions qui ont frappé le World Trade Center n'étaient pas des avions de ligne, mais avaient été remplacés par des drones militaires.

## Publications

### Ouvrages
- (en) Morgan O. Reynolds, The History and Economics of Labor Unions, 1985
- (en) Morgan O. Reynolds, Making America Poorer : The Cost of Labor Law, Washington, Cato Institute, 1987, 218 p. (ISBN 0-932790-64-X)
- (en) Morgan O. Reynolds, Power and Privilege : Labor Unions in America, New York, Universe Books, 1984, 309 p. (ISBN 0-87663-438-2)

### Articles
- (en) William W. Brown et Morgan O. Reynolds, « A Model of IQ, Occupation, and Earnings », The American Economic Review, vol. 65, no 5,‎ 1975, p. 1002-1007 (lire en ligne)
- (en) John R. Lott et Morgan O. Reynolds, « Production costs and deregulation », Public Choice, vol. 61, no 2,‎ 1989, p. 183-186 (lire en ligne)
- (en) Morgan Reynolds, « A History of Labor Unions from Colonial Times to 2009 », sur Mises Daily, 17 juillet 2009 (consulté le 19 janvier 2013)
- (en) Morgan O. Reynolds, « The Prospects for Right to Work », Journal of Labor Research, vol. 19, no 3,‎ 1998, p. 519-528 (DOI 10.1007/s12122-998-1044-9)
- (en) Morgan O. Reynolds, « Trade Unions in the Production Process Reconsidered », Journal of Political Economy, vol. 94, no 2,‎ 1986, p. 443-447 (lire en ligne)
- (en) Morgan O. Reynolds, « Unions and Jobs: The U.S. Auto Industry », Journal of Labor Research, vol. 7, no 2,‎ 1986, p. 103-126 (DOI 10.1007/BF02685305)